# Xiuhcoatl

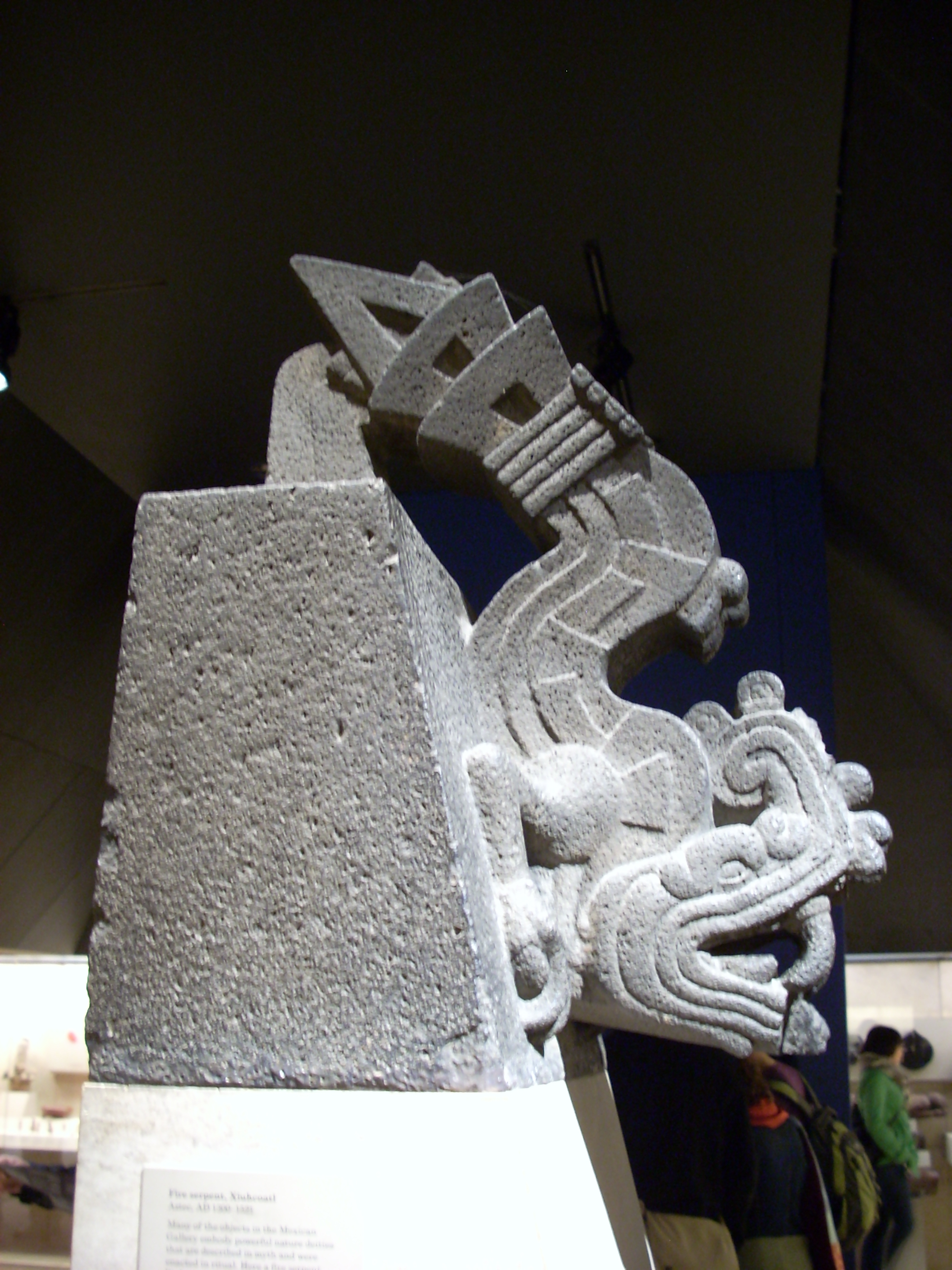
Xiuhcoatl em um museu britânico

Xiuhcoatl:Serpente de fogo, serpente brilhante ou serpente solar. É a arma mais poderosa dos deuses astecas, empunhada pelo deus da guerra Huitzilopochtli com a qual matou 400 de seus irmãos com facilidade. Mítica serpente de fogo, se pode ver duas representações destas criaturas na Pedra do Sol.

## bibliografia
- Durán, Diego (1994) [c.1581]. The History of the Indies of New Spain. Col: Civilization of the American Indian series, no. 210. Doris Heyden (trans., annot., and introd.) translation of Historia de las Indias de Nueva-España y Islas de Tierra Firme, English ed. Norman: University of Oklahoma Press. ISBN 0-8061-2649-3. OCLC 29565779
- Fernández, Adela (1996) [1992]. Dioses Prehispánicos de México (em espanhol). Mexico City: Panorama Editorial. ISBN 968-38-0306-7. OCLC 59601185
- López Austin, Alfredo (2002). «The Natural World». In:  Eduardo Matos Moctezuma; Felipe Solis Olguín. Aztecs. London: Royal Academy of Arts. ISBN 1-903973-22-8. OCLC 56096386
- Matos Moctezuma, Eduardo (1988). The Great Temple of the Aztecs: Treasures of Tenochtitlan. Col: New Aspects of Antiquity series. Traduzido por Doris Heyden. London: Thames & Hudson. ISBN 0-500-27752-4. OCLC 17968786
- Matos Moctezuma, Eduardo; Felipe Solis Olguín (2002). Aztecs. London: Royal Academy of Arts. ISBN 1-903973-22-8. OCLC 56096386
- Miller, Mary; Karl Taube (2003) [1993]. An Illustrated Dictionary of the Gods and Symbols of Ancient Mexico and the Maya. London: Thames & Hudson. ISBN 0-500-27928-4. OCLC 28801551 Verifique o valor de |url-access=registration (ajuda)
- Olivier, Guilhem; López Luján; Leonardo (2009). «Images of Moctezuma and his symbols of power». In:  Colin McEwan; Leonardo López Luján. Moctezuma: Aztec Ruler. London: The British Museum Press. pp. 78–123. ISBN 978-0-7141-2585-5. OCLC 416257004
- Read, Kay Almere; Jason González (2000). Handbook of Mesoamerican Mythology. Oxford: ABC-CLIO. ISBN 1-85109-340-0. OCLC 43879188